# Boska Jetta

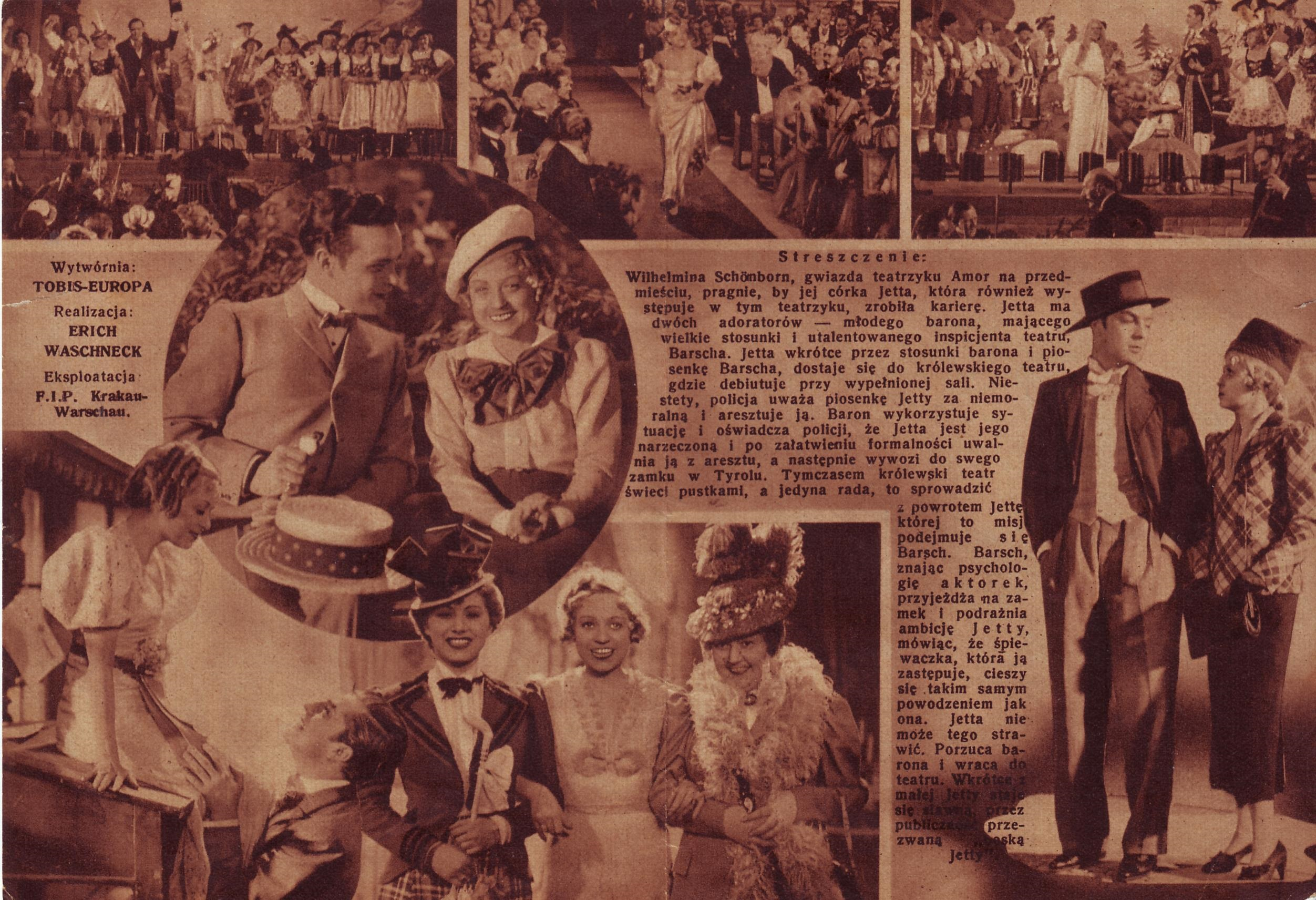
Boska Jetta

Boska Jetta (niem. Die göttliche Jette) – niemiecka komedia muzyczna w reżyserii Ericha Waschnecka. Premiera filmu odbyła się 18 marca 1937 r. Dla głównej aktorki Grethe Weiser komedia oznaczała wielki przełom w karierze. Fabuła została zainspirowana życiem piosenkarki Henrietty Sontag, która została nazwana boską Jettą.

## Fabuła
Berlińska piosenkarka Jetta Schönborn wspólnie z matką Wilhelminą i siostrą Paulą występuje w berlińskim teatrze "Amor". Regularnym gościem teatru jest młody tyrolski hrabia Eugen Opalla, który jest wielbicielem Jette. Drugim adoratorem piosenkarki jest inspicjent Fritz Barsch. Pewnego wieczoru hrabia Opalla odwiedza Jettę w jej garderobie i proponuje przesłuchanie w teatrze królewskim. Jetta w towarzystwie Fritza Barscha, hrabiego Opalla, matki i siostry idzie na przesłuchanie i wykonuje tam arię operową. Wkrótce dostaje angaż. Podczas jednego z występów Jetta śpiewa piosenkę, którą policja uznaje za niemoralną. Jetta zostaje aresztowana. Z więzienia wybawia ją hrabia, który oświadcza, że jest jego narzeczoną. Razem jadą do Tyrolu.

## Obsada
- Grethe Weiser jako Jetta Schönborn
- Viktor de Kowa jako inspicjent Fritz Barsch
- Kurt Meisel jako hrabia Eugen Opalla
- Alfred Schlageter jako ojciec hrabiego Eugena
- Hans Junkermann jako reżyser teatralny Körting
- Olga Limburg jako pani Körting
- Marina von Ditmar jako Paula Schönborn
- Eva Tinschmann jako Wilhelmina Schönborn
- Wilhelm Bendow jako mim Liebreich
- Jakob Tiedtke jako doradca handlowy